# 桑原通徳
桑原 通徳（くわばら みちのり、1931年2月7日 - 1999年12月30日）は、日本の実業家。元コカ・コーラナショナルセールス社長、元全国清涼飲料工業会会長。

## 人物・経歴
1953年一橋大学経済学部卒業、キリンビール入社。大阪で営業を担当し、1979年神戸支店長就任。1983年からマーケティング部長を務め、前田仁を使い商品開発を進めるなどした。やがて、社内で絶対的な権力を有した本山英世社長が大阪時代に担当していた特約店が、桑原の担当する特約店と競合するようになり、また経営会議でも本山に対して直言するなどしていたが、社長の目がなくなり、常務大阪支社長、専務大阪支社長、近畿コカ・コーラボトリング社長、コカ・コーラナショナルセールス社長を経て、1996年から全国清涼飲料工業会会長を務めた。1999年12月30日、胃癌のため死去。

## 桑原学校
人材育成を行い、前田仁（元キリンビバレッジ社長）、磯崎功典（キリンホールディングス社長）、布施孝之（元キリンビール社長）、佐藤章（湖池屋社長）らが「桑原学校」の出身者とされる。また、コカ・コーラ時代には吉松民雄（元コカ・コーラボトラーズジャパンホールディングス社長）に、歴史や芸術に触れるようアドバイスを行った。